# Avestički jezik
Avestički jezik ili avestijski jezik (pazend; ISO 639-3: ave), izumrli drevni jezik iz Irana, jedan od 87 iranskih jezika, šire indoiranske skupine, unutar koje čini posebnu podskupinu. Po ranijoj klasifikaciji pripadao je sjeveroistočnoj podskupini istočnoiranskih jezika. Jezik zoroastrizma.
Postojala su dva dijalekta, staroavestički i mlađi avestički.

## Poveznice
- Avesta

## Vanjske poveznice
- Ethnologue (14th)
- Ethnologue (15th)